# 노키아 E61

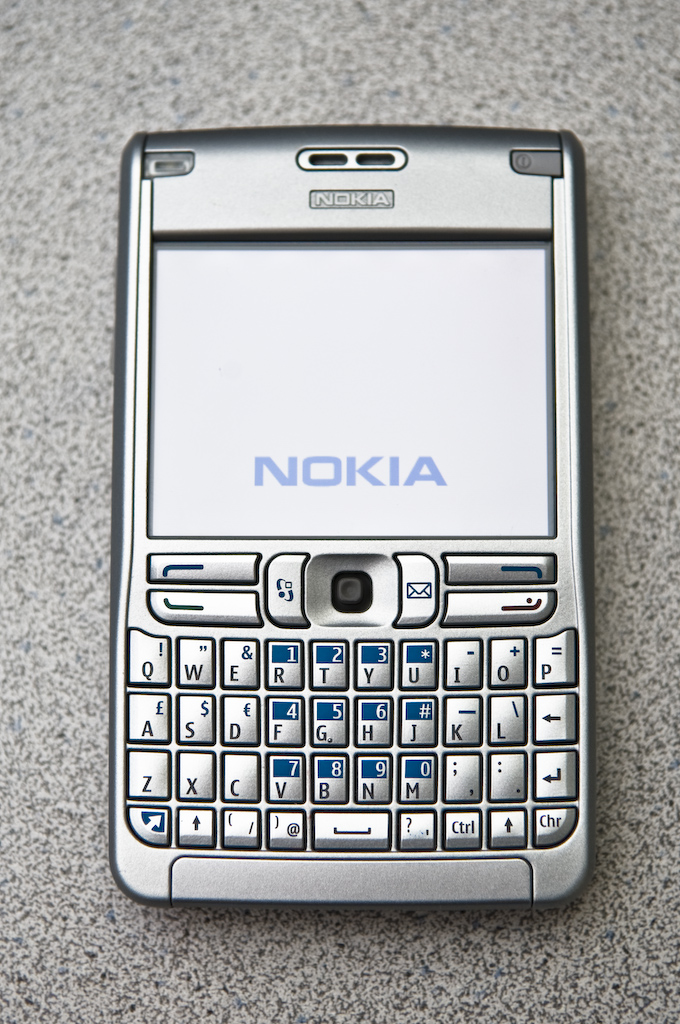
노키아 E61

노키아 E61(Nokia E61)은 유럽 시장의 비즈니스 사용자를 대상으로 하는 S60 3판 장치인 E시리즈 제품군의 휴대폰이다. 2005년 10월 12일 노키아 E60 및 E70과 함께 새로운 E시리즈 비즈니스 라인의 일부로 발표되었다. 2006년 4분기 기준, 싱귤러와 로저스 와이어리스(Rogers Wireless)는 북미와 브라질 시장에 노키아 E62라는 유사하지만 제한된 버전을 배포했다. E62는 실질적으로 유사하지만 802.11 와이파이 칩셋이나 W-CDMA(UMTS) 3G 지원이 없다. E61은 900/1800/1900 대역을 지원하는 반면 E62는 미국 네트워크를 지원하기 위해 850/900/1800/1900에서 작동할 수 있다.
2007년 2월 12일 노키아는 후속 제품으로 E61i를 발표했다.

## 같이 보기
- 노키아
- 노키아 E시리즈
- 블랙베리 (스마트폰)
- 노키아 E71

### E61i
- Nokia E61i and Motorola Q9H head to head review from The Register
- E61i specifications

### 리뷰
- CNET – Australia, U.K. 보관됨 2010-06-07 - 웨이백 머신
- IT Week – Nokia E61 review 보관됨 2008-10-15 - 웨이백 머신 from a business perspective